# Speen (Berkshire)
Pour les articles homonymes, voir Speen.
Speen est une ville et une paroisse civile dans le West Berkshire, en Angleterre. Centrée à un peu plus de 3 km au nord-ouest de la plus grande ville du secteur, Newbury, Speen a des dépendances : la plus grande, Speen village est continue avec le chef-lieu, les autres sont séparées de la ville par l'axe routier A34, Bagnor, Stockcross, Woodspeen et Marsh Benham.

## Histoire
Speen comporte des portions de l'Ermin Street/Ermin Way, la voie romaine de Corinium Dobunnorum (Cirencester, Gloucestershire) à Calleva Atrebatum (Silchester, Hampshire).
La Seconde bataille de Newbury a eu lieu à Speen le 27 octobre 1644.

## Géographie
Speenhamland, lieudit de la paroisse, a donné son nom au Speenhamland system, typique du secteur dont le relief est particulier.

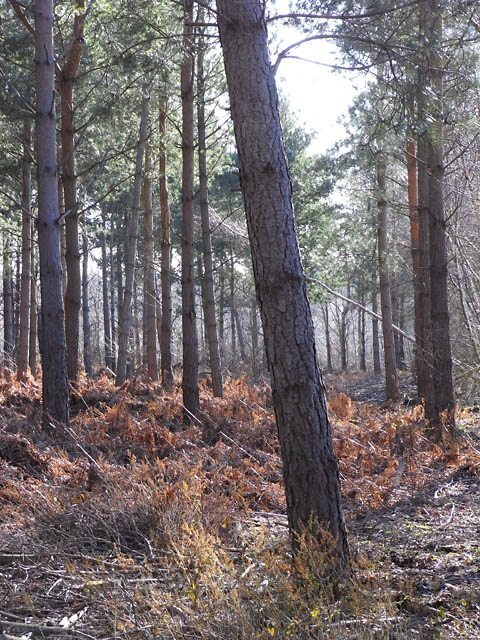
Wickham Heath, à l'extrême ouest, est un secteur planté de conifères destinés à la production de pâte à papier et de bois d'œuvre.

Le territoire est un mélange de parties boisées et de champs cultivés, de prairies bocagères pour le bétail, avec des variations de terrain assez prononcées en altitude. 
La ligne de Reading à Taunton longe la rive nord de la rivière Kennet et en constitue sa frontière nord. La limite sud est déterminée par la Lambourn. 
Benham Park et la maison rattachée constituent un espace protégé.

## Démographie
| Secteur         | propriétés privées | avec prêt en cours | logements sociaux | locations privées | autres | routes (km²) | surfaces en eau (km²) | jardins particuliers (km²) | résidents principaux | km²   |
| --------------- | ------------------ | ------------------ | ----------------- | ----------------- | ------ | ------------ | --------------------- | -------------------------- | -------------------- | ----- |
| paroisse civile | 378                | 338                | 168               | 173               | 28     | 0.340        | 0.350                 | 0.623                      | 2635                 | 14.53 |

## Sites d'intérêt

### Église paroissiale
L'église paroissiale de  Saint Mary the Virgin relève de l'ancienne architecture anglo-saxonne. Elle est la plus ancienne église du Berkshire. 
C'est le lieu de sépulture de Giovanni Battista Castiglione (1515-1597), le tuteur italien et le serviteur de la reine Elizabeth I. Il a été gratifié de la maison de Benham Valence et de Benham parc en 1570.

### Le Ladywell ou puits de la dame
L'église, dédiée à Notre-Dame (un autre nom pour la Vierge Marie, généralement désapprouvé pendant le règne d'Elizabeth I chez les anglicans) a été construit près d'un des puits sacrés de la chrétienté, qui est aussi comme de nombreux puits, une source aménagée. La tradition locale affirme que son eau est capable de guérir les maladies oculaires et d'autres maux. Selon d'autres avis, il est hanté. Des gens du village ont vu une vieille femme aux cheveux blancs et portant une tenue bleue errant autour du cimetière et sur le sentier menant au puits. Le Ladywell a été clôturé à l'époque victorienne.

### Speen House
A côté des sites ci-dessus, des remparts ont été élevés autour de Speen House, ou ce qui en reste, datant de la fin du XVIIIe siècle, mais intégrant une minorité de matériaux de construction récupérés du XVIIe siècle. Les premiers historiens datent quelques pierres des fondations du village romain de  Spinae  mais il est plus probable que les pierres les plus anciennes ont été achetées et taillées pour la construction du manoir médiéval.

### Benham Park
Benham Park est un jardin paysager modelé par Capability Brown. Le parc est centré sur la maison de Benham Valence House (aussi officiellement, actuellement connu sous le nom Benham Park), construite par Capability Brown et Henry Holland pour  William, 6e Baron Craven en 1775. Sa veuve  Elizabeth a vécu plus tard dans ce domaine avec son second mari, le  margrave d'Anspach. Le bâtiment et le parc sont classés. L'un des portails est séparément classé grade I.